# Thymelaea
Genre
Classification phylogénétique
Thymelaea est un genre d'environ 30 espèces d'arbustes sempervirents et de plantes herbacées de la famille des Thymelaeaceae, portant de petites fleurs allant du jaune au vert, unisexuées ou hermaphrodites, généralement sans corolle. Le fruit est une baie sèche, incluse dans le calice. Elles sont originaires des îles Canaries, des régions méditerranéennes, du nord de l’Europe centrale et de l’est de l’Asie centrale.

## Étymologie
Thymelaea viendrait de mots latin et grec (θυμελαια) désignant une plante à fruits laxatifs, peut-être Daphne gnidium.

## Espèces
| - Thymelaea antiatlantica - Thymelaea aucheri - Thymelaea broteriana - Thymelaea calycina - Thymelaea cilicica - Thymelaea coridifolia - Thymelaea dioica - Thymelaea granatensis - Thymelaea gussonei - Thymelaea hirsuta (passerine hérissée, passerine hirsute) - Thymelaea lanuginosa - Thymelaea lythroides - Thymelaea mesopotamica - Thymelaea microphylla - Thymelaea myrtifolia | - Thymelaea nitida - Thymelaea passerina (passerine) - Thymelaea procumbens - Thymelaea pubescens - Thymelaea putorioides - Thymelaea ruizii - Thymelaea salsa - Thymelaea sanamunda - Thymelaea sempervirens - Thymelaea subrepens - Thymelaea tartonraira - Thymelaea tinctoria - Thymelaea virgata - Thymelaea virescens - Thymelaea villosa |

## Espèces répertoriées en France par Tela Botanica[2]
- Thymelaea calycina (Lapeyr.) Meisn.
- Thymelaea dioica (Gouan) All
- Thymelaea hirsuta (L.) Endl.
- Thymelaea passerina (L.) Coss. & Germ.
- Thymelaea ruizii Loscos
- Thymelaea sanamunda All.
- Thymelaea tartonraira (L.) All.
- Thymelaea tinctoria (Pourr.) Endl.